# Finale (canción)
Finale es una canción incluida en el álbum de estudio titulado Azul del grupo musical de Argentina Los Piojos. Fue es escrita por Andrés Ciro Martínez.

## Historia
Desde su lanzamiento, esta canción era usada para terminar los recitales; mientras sonaba, se leían los carteles, o comúnmente llamados Trapos del público. Después de la edición de Civilización esta canción fue reemplazada por «Buenos días Palomar»